# Mimophyle sabulosa
Mimophyle sabulosa är en fjärilsart som beskrevs av Louis Beethoven Prout 1910. Mimophyle sabulosa ingår i släktet Mimophyle och familjen mätare. Inga underarter finns listade i Catalogue of Life.